# Theo Tartakover
Theo Tartakover (né le 11 mai 1887 et mort le 28 novembre 1977) était un nageur australien.

## Biographie
Theo Tartakover débarque en Grande-Bretagne au milieu de l'année 1907 et accompagne son compatriote, le champion de boxe Reginald Baker, dans ses tournées. Il participe aux Jeux olympiques de 1908 à Londres. Il devient ensuite représentant diplomatique des Nouvelles Galles du Sud à Londres. Il participe aux Jeux olympiques de 1912 à Stockholm. Il reprend ensuite son emploi diplomatique à Londres.

## Jeux olympiques
Aux Jeux olympiques de 1908 à Londres, il est engagé sur 100, 400, 1 500 mètres nage libre et le relais. Forfait sur le 1 500 mètres nage libre, il est éliminé en série sur le 100 mètres. Au 400 mètres, seul dans sa série, il se qualifie pour les demi-finales en 6 min 35 s mais déclare forfait. Il fait partie du relais australasien 4X200 mètres nage libre. En 11 min 35 s (Frank Beaurepaire, Frank Springfield, Reginald Baker et Theo Tartakover) devance le Danemark en 12 min 53 s. Les Australasiens prirent la tête immédiatement : Beaurepaire réalisa 2 min 39 s 8 et passa le relais à Springfield avec près de quarante mètres d'avance. Celui-ci fit son aller retour en 2 min 50 s 8 et accrut l'avance d'une vingtaine de mètres. Baker en fit autant en 2 min 59 s 8. Même si Tartakover ne réalisa que 3 min 6 s, ce fut quand même avec près de 90 mètres d'avance qu'il termina pour son équipe. En finale, le relais termine au pied du podium en 11 min 14 s.
Aux Jeux olympiques de 1912 à Stockholm, il est engagé sur les 100 et 400 mètres nage libre. Au 100 mètres, il réalise 1 min 12 s 2 en série et est éliminé. Au 400 mètres, il ne termine pas la course lors des séries.